# خط طول 80° غرب
خط طول 80° غرب هو أحد خطوط الطول الجغرافية، والتي تمتد من القطب الشمالي الجغرافي إلى القطب الجنوبي الجغرافي، وحسب التحويل الزمني يتأخر خط طول 80° غرب عن خط غرينتش بـ5 ساعة و20 دقيقة.

## من القطب إلى القطب
ينطلق خط طول 80° غرب من القطب الشمالي نحو القطب الجنوبي مرورا بالمناطق التي ترد في الجدول التالي:
| الإحداثيات                         | البلد أو الإقليم أو البحر | ملاحظات |
| ---------------------------------- | ------------------------- | --- |
| 90°0′N 80°0′W / 90.000°N 80.000°W  | المحيط المتجمد الشمالي    | |
| 82°56′N 80°0′W / 82.933°N 80.000°W | كندا                      | نونافوت — جزيرة إليسمير |
| 76°14′N 80°0′W / 76.233°N 80.000°W | جونز ساوند [لغات أخرى]‏    | مرورا بغرب Coburg Island، نونافوت, كندا (في 75°52′N 79°45′W / 75.867°N 79.750°W) |
| 75°33′N 80°0′W / 75.550°N 80.000°W | كندا                      | نونافوت — جزيرة ديفون وPhilpots Island |
| 74°50′N 80°0′W / 74.833°N 80.000°W | خليج بافن                 | |
| 73°44′N 80°0′W / 73.733°N 80.000°W | كندا                      | نونافوت — جزيرة بيلوت [لغات أخرى]‏ |
| 72°53′N 80°0′W / 72.883°N 80.000°W | Eclipse Sound             | |
| 72°31′N 80°0′W / 72.517°N 80.000°W | كندا                      | نونافوت — Ragged Island وبافن (جزيرة) |
| 69°57′N 80°0′W / 69.950°N 80.000°W | Murray Maxwell Bay        | |
| 72°31′N 80°0′W / 72.517°N 80.000°W | كندا                      | نونافوت — جزيرة جينز مونك [لغات أخرى]‏ |
| 69°30′N 80°0′W / 69.500°N 80.000°W | حوض فوكس                  | |
| 65°30′N 80°0′W / 65.500°N 80.000°W | Foxe Channel              | مرورا بشرق جزيرة ساوثهامبتون، نونافوت, كندا (في 63°46′N 80°9′W / 63.767°N 80.150°W) |
| 63°4′N 80°0′W / 63.067°N 80.000°W  | خليج هدسون                | |
| 62°19′N 80°0′W / 62.317°N 80.000°W | كندا                      | نونافوت — Mansel Island |
| 61°43′N 80°0′W / 61.717°N 80.000°W | خليج هدسون                | |
| 59°53′N 80°0′W / 59.883°N 80.000°W | كندا                      | نونافوت — Gilmour Island |
| 59°48′N 80°0′W / 59.800°N 80.000°W | خليج هدسون                | مرورا بغرب Split Island، نونافوت, كندا |
| 56°19′N 80°0′W / 56.317°N 80.000°W | كندا                      | نونافوت — Kugong Island وFlaherty Island |
| 55°54′N 80°0′W / 55.900°N 80.000°W | خليج هدسون                | |
| 54°41′N 80°0′W / 54.683°N 80.000°W | خليج جيمس                 | |
| 53°23′N 80°0′W / 53.383°N 80.000°W | كندا                      | نونافوت — North Twin Island |
| 53°14′N 80°0′W / 53.233°N 80.000°W | خليج جيمس                 | مرورا بغرب South Twin Island، نونافوت, كندا (في 53°7′N 79°56′W / 53.117°N 79.933°W) |
| 51°14′N 80°0′W / 51.233°N 80.000°W | كندا                      | أونتاريو |
| 42°48′N 80°0′W / 42.800°N 80.000°W | بحيرة إري                 | |
| 42°10′N 80°0′W / 42.167°N 80.000°W | الولايات المتحدة          | بنسيلفانيا — مرورا عبر بيتسبرغ (بنسيلفانيا) (في 40°26′N 80°0′W / 40.433°N 80.000°W) فيرجينيا الغربية — من 39°43′N 80°0′W / 39.717°N 80.000°W فرجينيا — من 38°0′N 80°0′W / 38.000°N 80.000°W كارولاينا الشمالية — من 36°32′N 80°0′W / 36.533°N 80.000°W كارولاينا الجنوبية — من 34°48′N 80°0′W / 34.800°N 80.000°W, مرورا عبر تشارلستون (كارولاينا الجنوبية) (في 32°52′N 80°0′W / 32.867°N 80.000°W) |
| 32°37′N 80°0′W / 32.617°N 80.000°W | المحيط الأطلسي            | مرورا بشرق بالم بيتش, الولايات المتحدة (في 26°42′N 80°1′W / 26.700°N 80.017°W) · مرورا عبر the Cay Sal Bank atoll, جزر البهاما (في 24°4′N 80°0′W / 24.067°N 80.000°W) |
| 23°3′N 80°0′W / 23.050°N 80.000°W  | كوبا                      | |
| 21°44′N 80°0′W / 21.733°N 80.000°W | البحر الكاريبي            | |
| 19°43′N 80°0′W / 19.717°N 80.000°W | جزر كايمان                | جزيرة Little Cayman |
| 19°42′N 80°0′W / 19.700°N 80.000°W | البحر الكاريبي            | |
| 9°20′N 80°0′W / 9.333°N 80.000°W   | بنما                      | |
| 8°26′N 80°0′W / 8.433°N 80.000°W   | Gulf of Panama            | |
| 7°31′N 80°0′W / 7.517°N 80.000°W   | بنما                      | مرورا عبر the tip of the Azuero Peninsula |
| 7°28′N 80°0′W / 7.467°N 80.000°W   | المحيط الهادئ             | |
| 0°49′N 80°0′W / 0.817°N 80.000°W   | الإكوادور                 | The mainland, Puná Island, و the mainland again |
| 4°22′S 80°0′W / 4.367°S 80.000°W   | بيرو                      | إقليم بيورا إقليم لمباييكه — من 5°41′S 80°0′W / 5.683°S 80.000°W |
| 6°44′S 80°0′W / 6.733°S 80.000°W   | المحيط الهادئ             | Passing close between the جزيرة ديزفينتوراديس, تشيلي (في 26°19′S 80°0′W / 26.317°S 80.000°W) · Passing some distance between the جزر خوان فرنانديز, تشيلي (في 33°40′S 80°0′W / 33.667°S 80.000°W) |
| 60°0′S 80°0′W / 60.000°S 80.000°W  | المحيط الجنوبي            | |
| 73°2′S 80°0′W / 73.033°S 80.000°W  | القارة القطبية الجنوبية   | Defines the western limit of المقاطعة البريطانية بالقارة القطبية الجنوبية، المطالب الإقليمية بالقارة القطبية الجنوبية by المملكة المتحدة · Passes through المقاطعة التشيلية بالقارة القطبية الجنوبية، المطالب الإقليمية بالقارة القطبية الجنوبية by تشيلي |